# Azetium
Azetium (en latin) était une ancienne colonie attestée archéologiquement à partir de l'âge du fer dans l'ancienne Pouilles (anciennement Iapygie dans les Pouilles centrales ), près de l'actuel Rutigliano. Elle a été construite sur une zone déjà habitée au Néolithique et systématiquement occupée à partir de l'Âge du Bronze final

## Historique
La zone archéologique, encore caractérisée par la présence de murailles de défense de l'époque classique (IVe siècle av. J.-C.), est située au nord-est de l'actuel village de Rutigliano (ville métropolitaine de Bari). Elle conserve les ruines de l'ancienne ville peucétienne d'Azetium, qui a précédé la naissance de l'actuel village médiéval. Le village, qui a livré des traces d'habitation humaine remontant au néolithique, a été occupé sporadiquement à partir de l'âge du bronze final (XIe et VIIIe siècles av. J.-C.) et pendant l'âge du fer qui a suivi.

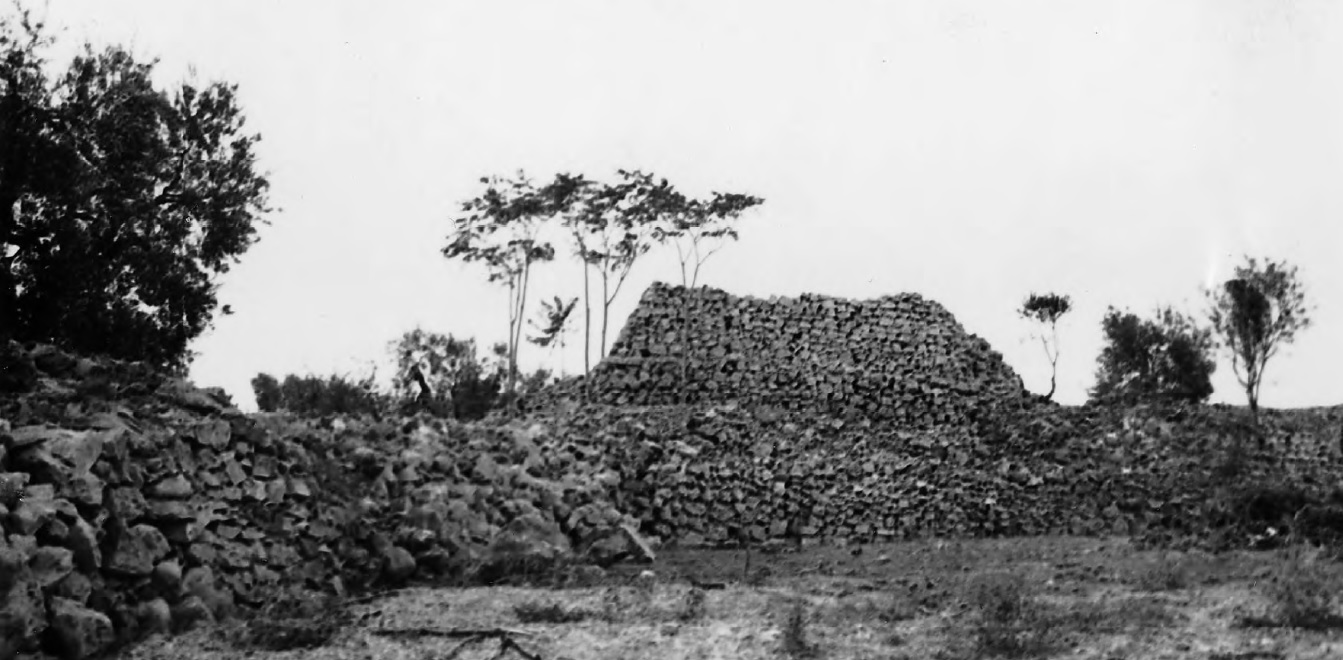
Partie nord des remparts de la ville et tour tronconique appelée Il Belvedere

Le promontoire qui abritait Azetium n'a probablement pris un aspect urbain qu'à partir de l'Antiquité classique (VIIIe siècle av. J.-C.), lorsqu'un puissante enceinte de murailles a été construite, qui est encore en grande partie conservé sur place. En effet, vers la seconde moitié du IVe siècle av. J.-C. des travaux de fortification et de défense plus sûrs ont été poursuivis.

## Description
Le plateau de Torre Castiello est en effet encore entouré d'une imposante muraille d'une longueur totale de 3 450 m, constituée d'une double face avec un emplecton de remplissage central. La fortification est composée d'énormes blocs de base isodomiques (en opus siliceum) assemblés à sec, surmontés de pierres de taille de taille progressivement réduite. Selon l'état de conservation, sa hauteur varie entre 4 et 6 m, tandis que la profondeur, par endroits, atteint des sommets jusqu'à 5 m. Le long du périmètre, la ceinture murale présente des avant-corps de forme carrée et devait être entrecoupée d'une tour de guet : certaines d'entre elles sont conservées sur le côté nord, parmi lesquelles la abrupte "Torre Belvedere". À l'extrémité nord, les murs atteignent des dimensions considérables et sont flanqués d'une courtine extérieure qui leur est parallèle dans la direction dans laquelle la ville s'étend vers la mer Adriatique et devait donc être plus facilement attaquée. Du côté sud, en revanche, le mur apparaît moins robuste, car il donne directement sur les gorges de Lama di Mosca par lesquelles il est naturellement défendu.

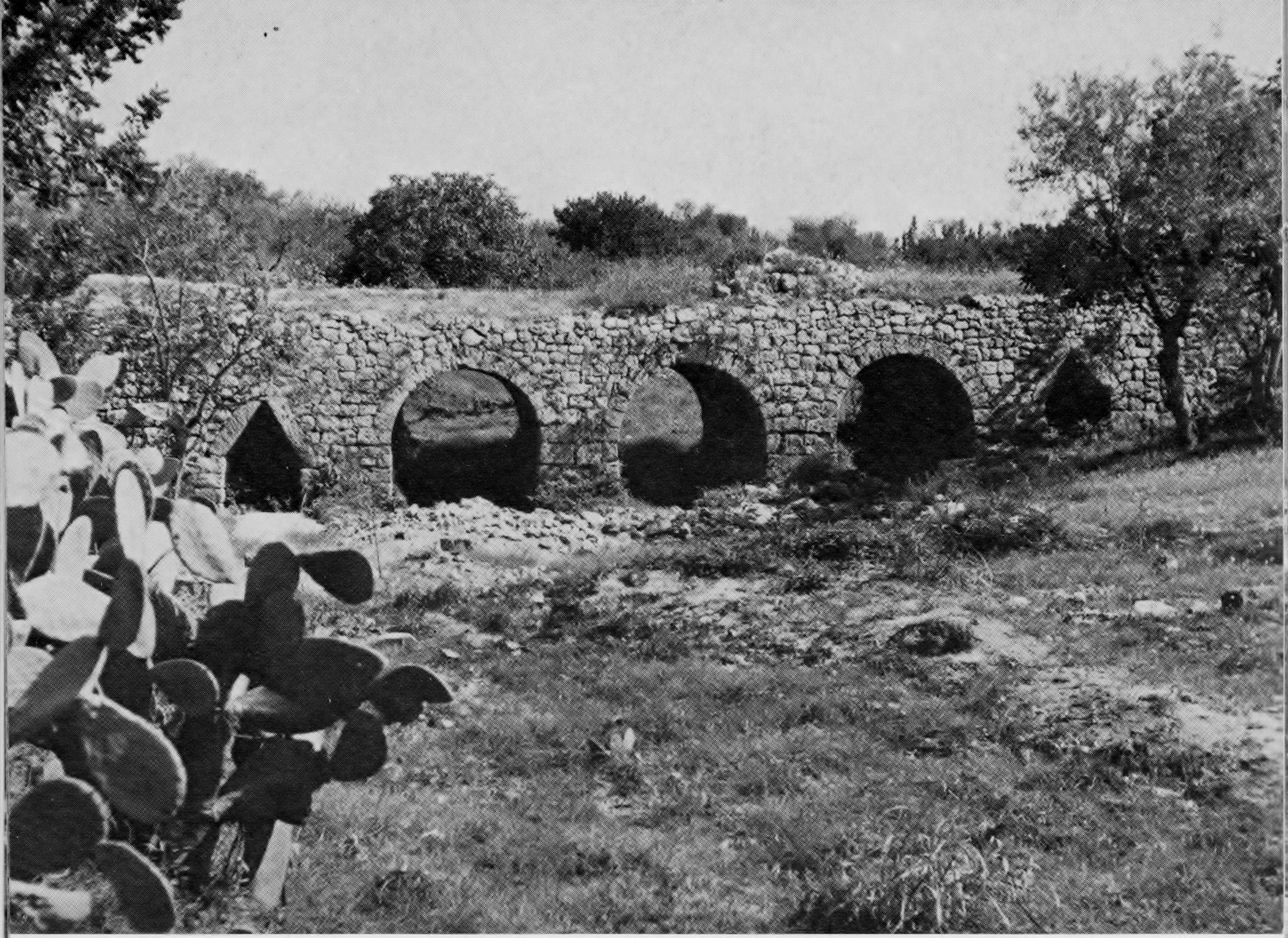
Le soi-disant "Pont Romain" qui, traversant Lama Giotta, menait à la ville peucétienne d'Azetium. Il s'est effondré à la suite d'une inondation le 14 janvier 1984

L'entrée de la ville par le sud était assurée par un viaduc connu localement sous le nom de « Pont Romain », qui permettait de franchir facilement le profond sillon torrentiel. Le bouleversement de la structure hydrogéologique du territoire, dû en grande partie aux transformations agricoles du siècle dernier (plantation de raisins de table), a conduit à son effondrement inexorable lors d'une puissante crue, survenue en janvier 1984 .
L'agglomération a dû prendre un aspect véritablement urbain à l'époque classique, période à laquelle sont attribuées diverses sépultures en fosse, en demi-chambre et en cercueils lithiques, dont la plupart avaient déjà été pillées au moment de leur découverte.
La continuité de la vie du centre indigène est bien documentée à l'époque hellénistique, lorsque l'acropole était probablement située au sommet du plateau qui abritait un édifice public, hypothétique sur la base des nombreux tronçons de colonnes à cannelures effondrées trouvés dans le passé (maintenant introuvable).
À l'époque républicaine, le centre a continué à se développer, profitant de sa situation le long d'une route connue sous le nom de « chemin muletier Strabon », identifiée avec la Via Minucia (it), une variante interne de la Via Traiana sous-côtière. Cette artère reliait Bitonto à Egnatia (maintenant Egnazia) en passant par les centres intermédiaires de Caelia (Ceglie del Campo), Azetium (Rutigliano) et Norba apula (Conversano). En outre, elle était adéquatement équipée de routes secondaires qui la reliaient à la côte Adriatique, encore reconnaissables dans les différentes routes locales qui mènent à la côte (localité "Cala Paduano", probable débouché portuaire d'Azetium, aujourd'hui entre Torre a Mare et Mola di Bari).
Le toponyme de la cité archéologique, d'origine paléo-italique probable (de lAusetium), est déduit de diverses sources de l'époque impériale (Pline l'Ancien, la Cosmographie de Ravenne) et de la Table de Peutinger (IIIe et IVe siècles), qui rapporte « Ehetium » (d'où « Azetium », Italianisé comme Azezio) comme situé sur la route intérieure d'origine indigène mentionnée ci-dessus, à mi-chemin entre « Celia » (Ceglie) et « Norve » (Conversano).
La survie de la ville est documentée, mais seulement sporadiquement, jusqu'à la fin de l'époque impériale (Ve et VIe siècles) grâce à des découvertes de céramiques superficielles.

## Découvertes archéologiques
« (...) ainsi je me suis souvent arrêté sur cette colline, contemplant ses beautés et ses richesses, imaginant ses dévastations et ses ruines, et, dans la réapparition fantastique des troupeaux qui me semblaient monter, avant même le coucher du soleil sur la gardienne nocturne de la campagne fertile et des riches pâturages, de la mer à la colline, le long de ces mêmes sentiers, dans la ville fortifiée et gardée d'Azezio, comme dans le retour des hommes fatigués chez eux, j'ai rêvé de la vie misérable de ce peuple pacifique et travailleur ; j'ai reconstitué, derrière l'épais voile de mes larmes, la tragédie de son histoire..."
(Azezio, Sebastiano Tagarelli) »

Le premier érudit moderne à signaler son emplacement fut Domenico Romanelli (it) en 1818 . En fait, les premières nouvelles concernant cette colonie, connue pour la survivance du circuit des murailles, remontent au début du XIXe siècle et sont pour la plupart des rapports de découvertes accidentelles, non localisées avec précision, ou d'achats d'objet archéologique par des musées régionaux ou des saisies liées à des fouilles clandestines.
Les premières interventions de fouilles, réalisées par le paléo-ethnologue Franco Biancofiore , remontent à 1955 et ont été réalisées le long du secteur nord de la fortification. Les céramiques trouvées témoignent des phases de la vie de la ville entre l'âge du bronze final et la fin de l'époque hellénistique et républicaine.
Les premières traces de fréquentation d'Azetium sont représentées par quelques fragments de céramiques néolithiques, collectés à la surface dans la partie sud de la colline. Plus frappante est la présence de céramiques du début de l'âge du fer, particulièrement concentrées dans la zone nord du promontoire. Il s'agit de fragments de vases en mélange brillant brun et noir, et de restes de plâtre, qui témoignent de l'existence d'un habitat permanent constitué selon toute vraisemblance d'un petit noyau de huttes en argile et en paille, du type déjà attesté dans de nombreux villages Iapyges dispersés sur tout le territoire.
Avec le début de l'époque historique, les traces de vie sur le plateau se sont considérablement réduites, se concentrant plutôt dans les zones adjacentes, au sud-est, où l'on trouve d'abondantes céramiques de l'époque archaïque-classique et des céramiques peintes en rouge. tuiles laconiques. Cela rend crédible l'hypothèse selon laquelle, dans cette phase historique, la zone plate au sud-est de la colline d'Azetium devait correspondre à l'emplacement d'un ou plusieurs noyaux d'habitation, dotés de bâtiments aux fondations en pierre et aux toits en terre cuite polychrome.
Une nouvelle phase d'occupation du promontoire commença au IVe siècle, se poursuivit tout au long de l'époque hellénistique, et correspondit à la période de construction et d'expansion économique maximale de la ville, qui prit désormais un aspect véritablement urbain. Les découvertes accidentelles se produisent souvent lors de travaux agricoles ou par des érudits locaux. Parmi eux, on note la découverte d'un tombeau datant du IVe siècle av. J.-C. et un trésor de 80 deniers de la République romaine.
À la fin des années 1970, une citerne a été identifiée, qui peut être généralement datée, sur la base de la céramique et des trois pièces de monnaie qu'elle contient, de l'Empire romain.
Dans les années 1980, les fouilles ont repris dans le secteur nord des murs et huit tombes à fosses datant entre les fin du IVe et IIIe siècles av. J.-C. ont été identifiées et fouillées, période à laquelle est attribuée la construction de la fortification et le développement majeur de la ville.

## Fouilles systématiques
À la fin des années 1980, lors d'investigations systématiques dans la partie sud-est de la colline, deux bâtiments ont été mis en évidence. Le premier devait être composé d'une pars dominica (it) et d'une pars rustica (secteur de résidence et secteur de production d'une villa romaine). Les structures de la première étaient constituées de blocs de calcaire et de tuf, recouvertes de plâtre avec des décorations à fresque et des cadres en stuc ; les sols en terre battue avec de la pierre concassée et des fragments de céramique constitués de carreaux enfoncés dans le sol et recouverts de mortier. Le secteur de production a cependant dû être construit avec moins de soin, caractérisé par une citerne et de grands réservoirs souterrains. Grâce à la découverte, sous les structures susmentionnées, d'un tombeau à demi-chambre, de céramiques et d'une pièce d'argent trouvées à l'intérieur de cette dernière, il a été possible de dater le complexe entre les IIIe et Ier siècles av. J.-C..
Le deuxième bâtiment, situé plus au sud, est également constitué de blocs de calcaire et de tuf recouverts de cadres en plâtre et stuc décorés et s'appuie sur des structures antérieures dont un grand bassin a été mis en valeur. La datation de la structure, également due à la découverte de trois haches en bronze, se situe entre les  IIIe et IIe siècles av. J.-C..
À la fin des années 1990, des investigations systématiques de surface ont été menées au sein de la commune, afin de localiser précisément les découvertes publiées et de vérifier l'état de conservation des vestiges archéologiques. La découverte de céramiques à pâte brune a permis de constater la présence d'un habitat, ou en tout cas d'une occupation de la zone, déjà à l'âge du fer. À la rareté des matériaux relatifs aux époques archaïque et classique s'ajoute la présence abondante de céramiques de l'époque hellénistique, dès le IVe siècle av. J.-C.
La construction de l'enceinte du mur défensif, long d'environ 3,5 km, qui devait délimiter une superficie de 6 hectares, fait référence à cette phase. Sa survie réside aujourd'hui dans les murs en pierres sèches qui tracent son circuit et dans la présence de blocs de murs réutilisés dans la construction de trulli et de cabanes présentes dans la région.
La construction des murs de ce village fait partie d'un phénomène d'urbanisation déjà connu dans la région grâce à des villes comme Bari, Monte Sannace , Celia peuceta et Turi.
Entre les IVe et IIIe siècles av. J.-C., les témoignages rapportés d'Azetium sont principalement de nature funéraire. L'existence d'une phase de construction remontant à cette période, révélée par les investigations systématiques des années 1990, attend d'être vérifiée par des recherches plus approfondies. Il semble cependant clair que déjà dans cette phase, et en particulier au IIIe siècle av. J.-C., la communauté d'Azetium se trouvait dans une situation d'équilibre social et économique stable, en raison des larges possibilités d'exploitation agricole du territoire et de la commerce florissant. Ces activités ont été rendues possibles par la présence d'un réseau dense de tratturo, qui permettait des connexions avec l'arrière-pays et avec les villages côtiers voisins (Paduano), mais certainement aussi par des facteurs politico-institutionnels, pouvant profiter, avec un peu d'autres communautés de Peucètes, de la condition de civitas sociorum. De plus, les émissions de pièces de monnaie  romaine en bronze portant l'ethnie AIETINΘN datent de ce siècle, ainsi qu'un élément architectural avec une inscription en alphabet « apulo » faisant référence à un édifice public, qui constitue l'un des très rares documents épigraphiques de la localité.
Dans les décennies qui ont suivi la deuxième guerre punique, caractérisée en Peucétie par la désintégration totale du système de production antérieur et l'extinction de nombreuses colonies, la situation trouvée à Azetium représente sans aucun doute une exception. Les témoignages relatifs à la ville permettent d'attribuer à la communauté du IIe siècle av. J.-C. une condition de bien-être économique particulier, qui dura au moins jusqu'au milieu du Ier siècle av. J.-C.
Au-delà de cette période, il y a une rupture nette dans la documentation archéologique, certainement liée au moment de crise profonde due aux résultats de la guerre sociale (91-88 av. J.-C.) à laquelle, entre autres, l'enterrement du défunt trésor républicain peut être retracé.
On pense qu'à la suite de la réorganisation administrative qui suivit la fin de la guerre sociale avec l'octroi de la citoyenneté romaine (90-88 av. J.-C.), les habitants d'Azetium durent également être inclus parmi les tribus rustiques qui obtinrent le droit de vote. On suppose que les communautés de la zone peucétienne avaient été attribuées dans leur ensemble à la tribu Claudii (comme l'atteste épigraphiquement Barium, Celia et Rubi). La ville serait alors promue au rang de municipium. En effet, les listes de villes italiques et de communautés locales établies par Pline l'Ancien (dont les « Aezetini ») dépendent directement de documents administratifs (listes de recensement des cives) de l'époque pré-augustéenne, c'est pourquoi les entités urbaines mentionnées sont à considérer comme disposant d'une autonomie communale acquise à la suite de la réorganisation de la structure territoriale préexistante (constituée de civitatis sociorum) déjà définie lors de la conquête romaine. L'état antérieur de civitas sociorum est plutôt indiqué par l'attestation du monnayage de la ville (AIETINΩΝ) à une époque précédant la guerre sociale, attestée, au IIIe siècle av. J.-C., également pour Barium, Butuntum, Celia, Rubi, Grumum, Neapolis, Sidis-Silvium, Graxa.

## Phases de fréquentation et d'occupation
La colline était initialement fréquentée au Néolithique dans sa partie sud, près de Lama Giotta (it). Au cours de l'âge du bronze final et du début de l'âge du fer, la bordure nord de la colline était occupée. Le village protohistorique de Iapygie et l'occupation ultérieure de la plaine du sud-est à l'époque archaïque-classique furent suivis, à partir du IVe siècle av. J.-C., par un établissement stable qui s'étendait sur toute la colline.
La construction des murs d'enceinte remonte à la seconde moitié du IVe siècle av. J.-C., coïncidant avec les événements de guerre qui opposèrent Tarras (città antica) (it) aux populations indigènes, culminant avec l'expédition d'Alexandre le Molosse (entre 334 et 332 av. J.-C.). En fait, les murs qui entourent d'autres colonies importantes de la Terre de Bari datent de la même période, comme Thuriae-Monte Sannace, Celia-Ceglie, Sidion, Altamura, dans lesquelles on assiste simultanément à une évolution décisive dans l'articulation des espaces internes, l'organisation sociale et économique.
Une contraction du peuplement dans la partie sud de la colline est bien représentée, pour les époques ultérieures (IIe et Ier siècles av. J.-C.), par la présence de céramiques en pâte grise. Les céramiques relatives à la phase impériale sont encore plus limitées .
Entre les dernières années de la république et la première époque impériale, les profonds changements imposés par la pénétration romaine dans le système de peuplement et les structures de production du territoire ont dû avoir une influence considérable sur la vie de la ville.
Dans les phases qui suivirent le Ier siècle av. J.-C., il y eut donc une crise et une contraction progressive de la ville. Sa survie, quoique dans une moindre mesure, est cependant documentée par quelques vestiges et références de sources, qui indiquent sa présence le long du tracé d'importantes artères routières, jusqu'à son abandon définitif lorsque la colline est devenue, comme elle l'est encore aujourd'hui, une zone densément peuplée et agricole.

## Actuellement
Le site, d'une valeur historique et archéologique inestimable (ainsi que d'une valeur environnementale et paysagère, en raison de l'habitat naturel adjacent du lama (geologia) (it) est dans un état d'abandon coupable, en proie aux défigurations effectuées périodiquement par les agriculteurs directs qui, au mépris des règles de protection du site archéologique établies depuis les années 1980, continuent d'augmenter les plantations de vigne, même en procédant aux enlèvements interdits et nuisibles de roches ("scassi") avec des brise-pierres et des labours profonds. Celles-ci mettent souvent au jour des fragments de céramiques précieuses portant des traces de décorations, ainsi que des poignées et d'autres portions de récipients en céramique du quotidien.

## Visitable
Parmi les vestiges de l'antique Azetium, l'ensemble du circuit de fortifications en opus siliceum qui entourait l'acropole de la ville antique est actuellement visible.